# Воля-Корибутова-Друга
Воля-Корибутова-Друга (пол. Wola Korybutowa Druga) — село в Польщі, у гміні Селище Холмського повіту Люблінського воєводства.
У 1975-1998 роках село належало до Холмського воєводства.